# Eclissi solare del 21 giugno 2020
L'eclissi solare del 21 giugno 2020 è un evento astronomico che ha avuto luogo il suddetto giorno attorno alle ore 6.41 UTC . L'eclissi, di tipo anulare, è stata visibile in alcune parti dell'Africa e dell'Asia.